# Emblemaria
Emblemaria is een geslacht van straalvinnige vissen uit de familie van snoekslijmvissen (Chaenopsidae).

## Soorten
- Emblemaria atlantica Jordan & Evermann, 1898
- Emblemaria australis Ramos, Rocha & Rocha, 2003
- Emblemaria biocellata Stephens, 1970
- Emblemaria caldwelli Stephens, 1970
- Emblemaria caycedoi Acero P., 1984
- Emblemaria culmenis Stephens, 1970
- Emblemaria diphyodontis Stephens & Cervigón, 1970
- Emblemaria hudsoni Evermann & Radcliffe, 1917
- Emblemaria hyltoni Johnson & Greenfield, 1976
- Emblemaria hypacanthus (Jenkins & Evermann, 1889)
- Emblemaria nivipes Jordan & Gilbert, 1883
- Emblemaria pandionis Evermann & Marsh, 1900
- Emblemaria piratica Ginsburg, 1942
- Emblemaria piratula Ginsburg & Reid, 1942
- Emblemaria vitta Williams, 2002
- Emblemaria walkeri Stephens, 1963